# Westheide
Westheide é um município da Alemanha, situado no distrito de Börde, no estado de Saxônia-Anhalt. Tem 50,84 km² de área, e sua população em 2019 foi estimada em 1.710 habitantes.